# Catapulte (cheval)
Vous lisez un « bon article » labellisé en 2015.
Pour les articles homonymes, voir Catapulte (homonymie).
Catapulte (née le 5 mai 2002 à Saint-Pierre-les-Étieux dans le Cher, en France) est une jument de saut d'obstacles de couleur pie bai et d'origine hollandaise, inscrite au registre généalogique du cheval de sport belge (sBs). Le cavalier français Michel Robert en fait l'acquisition en 2007, après son premier poulinage, pour la former au saut d'obstacles. Catapulte décroche de nombreux prix en 2012 et 2013, sans atteindre le niveau des Grands Prix. Elle acquiert néanmoins la célébrité, puisqu'un fan club se constitue autour d'elle.
La popularité de Catapulte tient beaucoup à sa couleur de robe, très rare chez les chevaux de sport de haut niveau, et à son caractère. Décrite par Michel Robert comme une jument à forte personnalité, elle est plus facile à travailler sur les sauts que sur le plat, et se révèle très attachante. Le cavalier prend sa retraite sportive et la vend fin 2013. Après un court passage par les écuries belges d'Ashford farms, Catapulte est montée par le Français Olivier Robert en 2014 et 2015. Officiellement mise à la retraite en février 2016, elle est désormais poulinière.

## Histoire
Catapulte naît le 5 mai 2002 dans un élevage du Cher, le domaine du Petit Chaillou à Saint-Pierre-les-Étieux, chez l'éleveuse Chrystel Ribe, spécialisée dans les chevaux de saut d'obstacles de couleur. La jument pouline à l'âge de quatre ans, en 2006. Michel Robert l'achète l'année suivante. Catapulte reçoit un transpondeur électronique le 4 janvier 2008.
Michel Robert décide de la former après l'avoir vue sauter en liberté un obstacle « trop gros pour son âge ». Bien que formée tardivement à la discipline du saut d'obstacles, Catapulte gravit rapidement les échelons. En 2012, elle remporte de nombreuses épreuves de vitesse, comme le Prix France Bleu du CSI5* (concours de saut international 5 étoiles) de Bordeaux, et le Grand Prix GL Events du Saut Hermès en mars 2012, sur des hauteurs de 1,45 m à 1,50 m. Cette victoire parisienne augmente de beaucoup sa notoriété, Michel Robert n'ayant jamais gagné au Grand Palais, même avec sa jument de Grand Prix Kellemoi de Pépita. Catapulte fait sensation pendant toute la saison. La jument rassemble assez vite un « fan club » grâce à son caractère affirmé et son apparence originale,. Elle a sa propre page sur Facebook, et figure avec Michel Robert sur l'affiche de l'édition 2014 du saut Hermès.
Michel Robert annonce vouloir vendre Catapulte fin 2013, après avoir annoncé qu'il prend sa retraite sportive et arrête toute compétition. Catapulte rejoint les écuries belges Ashford farms, où elle devait être montée par Marlon Zanotelli. Finalement, en novembre 2013, c'est le Belge Pieter Clemens qui la monte durant quelques mois, avant de la transférer le 30 avril 2014, chez le cavalier français Olivier Robert (qui ne partage aucun lien de parenté avec Michel Robert).
La jument est officiellement mise à la retraite chez Olivier Robert en février 2016, à l'âge de 15 ans.

## Description
Catapulte présente une apparence très originale, avec une robe pie baie et un œil en partie blanc, comme chez certains chevaux de couleur américains. Il est fréquent qu'elle soit prise pour une jument de race américaine. La robe pie est en effet très rare chez les chevaux de sport de haut niveau. Elle mesure 17 mains, soit 1,72 m. D'après Michel Robert, Catapulte est une excellente jument, très technique et efficace, « qui a envie de bien faire ». Elle présente un caractère très affirmé mais néanmoins gentil dans le fond, qui provoque un fort attachement, notamment de la part de sa groom. Michel Robert estime qu'elle possède de grandes qualités sportives, à la fois grâce à son modèle et son coup de saut, parce qu'elle passe bien son dos au-dessus des obstacles. Cependant, elle a parfois mauvais équilibre et besoin de sortir davantage son garrot. Pour Michel Robert, le travail sur le plat est difficile avec elle, bien qu'elle aime sauter. Il ajoute qu'elle ne se donne à fond « que si elle l'a décidé ».

## Palmarès

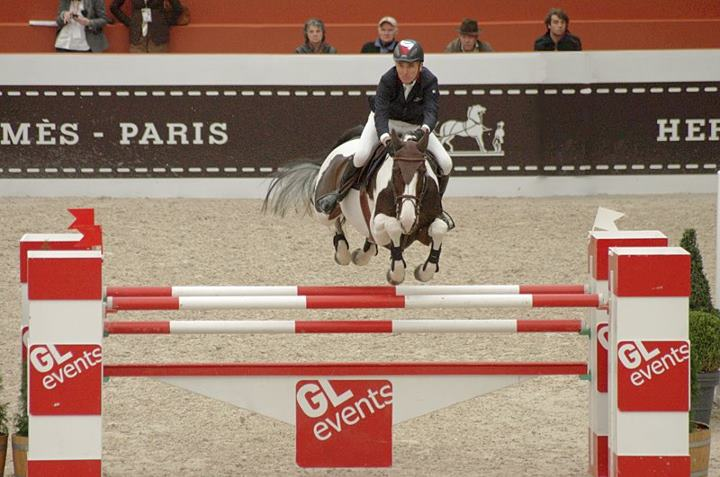
Michel Robert et Catapulte au Saut Hermès de 2012

De 2008 à 2015, Catapulte cumule plus de 130 000 € de gains sur des épreuves de saut d'obstacles en France, dont 79 000 pour la seule année 2012. Elle atteint son meilleur indice de performances en 2013, avec un ISO (Indice de saut d'obstacles) de 168.

### 2012
- Février : Prix France Bleu au Jumping international de Bordeaux à 1,45 m[18]
- Mars : Prix GL Events au saut Hermès 2012[7], épreuve de vitesse[19].
- Juin : Vainqueur du CSI3* de Saint-Lô, épreuve de vitesse à 1,35 m[15]
- Juillet : 2e du Global Champions Tour à Monaco, épreuve de vitesse à 1,45 m[20].
- Décembre : Prix Le Figaro au Gucci Paris Masters 2012[21],[22], épreuve de vitesse à 1,45 m.
- Décembre : Vainqueur du CSI5* de La Corogne, à 1,45 m[23]

### 2013
- Février : Prix Foire Internationale de Bordeaux au jumping international de Bordeaux[24], épreuve de vitesse à 1,40 m[25]
- 2 juin : 1er du CSI4* de Bourg-en-Bresse, épreuve de vitesse à 1,40 m[23]

### 2014
Entre juin 2013 et avril 2014, Catapulte est montée par le Belge Pieter Clemens sur des épreuves de 1,35 m à 1,40 m. Elle change à nouveau de cavalier en 2014, Olivier Robert commençant par la sortir sur des épreuves assez modestes
- Janvier : Vainqueur du CSI2* d'Oliva, à 1,35 m[26]
- Mai : Vainqueur des Grands Prix Pro 2 et Pro 3 du Cap Ferret, à 1,25 m et 1,30 m, avec Olivier Robert[23].
- Mai : 5e du CSI4* de Bourg-en-Bresse, à 1,45 m[23]

### 2015
Elle termine seconde du Grand Prix Pro 2 de Gradignan, à 1,35 m, en mai. Sa dernière compétition enregistrée est un CSI3*W à Rabat au Maroc, où elle se classe 13e.

## Origines
Catapulte présente des origines génétiques très majoritairement KWPN, mais son éleveuse a choisi de l'inscrire au stud-book du cheval de sport belge (sBs),,.

## Reproduction
Catapulte a pouliné en 2006, donnant naissance à un mâle bai nommé Super Krack, par l'étalon Selle français Madness appartenant lui aussi à Chrystel Ribe. Il a été approuvé à la reproduction dans le stud-book Selle français. En 2015, elle est inséminée par Cornet Obolensky et bénéficie d'un transfert d'embryon vers une jument porteuse. Elle est à nouveau inséminée en 2017 par Kannan, ce qui donne naissance au poulain Indhu Madhi en 2018. Elle est enfin la mère d'un poulain pie par Chacfly PS né en 2020, et nommé Kiss Kiss Bang Bang.